# Barajas

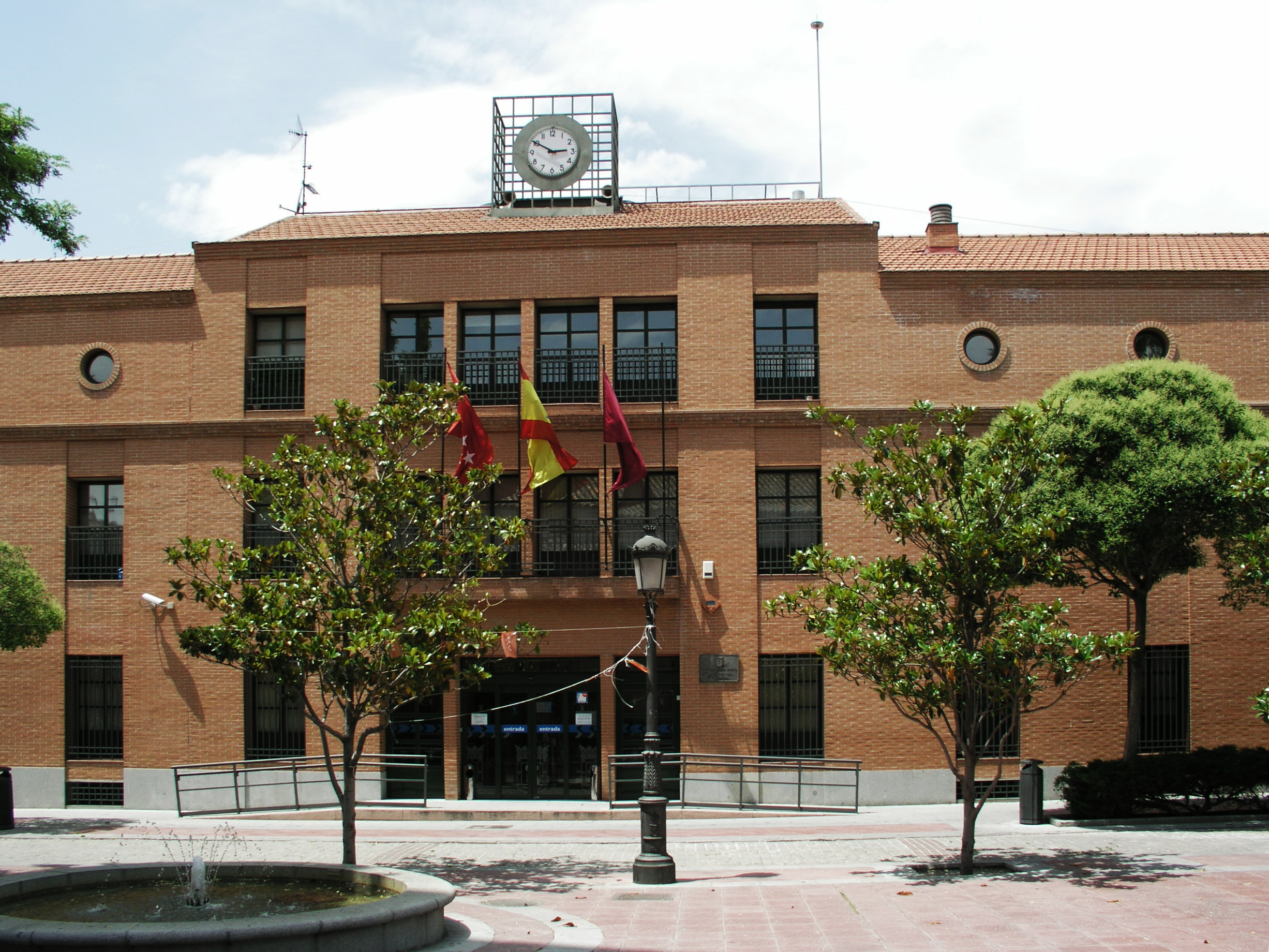
Barajasi önkormányzat

Barajas Madrid 21. kerülete. Negyedei: Alameda de Osuna ("Osunai piac") (21.1), Repülőtér negyed (21.2), Casco Histórico de Barajas (21.3), Timón (21.4) és Corralejos (21.5).

## Fekvése
Barajas kerület Madrid északkeleti szélén, a Jarama folyó által kialakult síkságon fekszik. Északról Belvis de Jarama határolja, a folyó a repülőtér várostól távolabbi, keleti oldalán fut el Barajas és a katonai repülőtérnek az Henares mellett helyet adó Torrejón de Ardoz közt, nyugatról Hortaleza kerület, délről illetve délnyugatról, Madrid központja felé a San Blas kerület határolja.
Északkeletre az Alameda de Osuna ("Osuna-piac") negyede van a legközelebb a városhoz, mellette a T1-es terminál, a kerület többi része ebben az irányban távolabb van, leginkább az északi irányban hosszan elnyúló Aeropuerto negyed. A kerület az E90 mentén fekszik, pontosabban a repülőtér előtt az E90 szeli át a kerületet a megfelelő gyalogos átkelési lehetőségekkel, így annak nyugati oldalán a Madrid belsejébe vezető Avenida de Logroño, Paseo de la Alameda de Osuna-Calle de Alcalá kényelmesen elérhető.

## Története
Az 1949-es erősen centralizáló francói "Nagy-Madrid" reform előtt Barajas önálló település volt. Számos hasonló településsel együtt, mint Hortaleza, Canillas, Canillejas, Vallecas, Vicálvaro, Carabanchel Alto, Carabanchel Bajo, Aravaca, El Pardo és Fuencarral ekkor csatolták a városhoz.
A repülőtér ekkor még nem, csak a többi négy negyed tartozott a falu igazgatása alá. A későbbi reformok során repülőtere 1965-ben kapta a Madrid-Barajas nevet utalva arra, hogy Barajas immár Madrid kerülete.
Ettől az időszaktól kezdve a polgári repülésre mind nagyobb igény volt és a francói diktatúra bukása utáni mintegy 20 évben megnövekedett forgalom tudatos és rendkívül jelentős fejlesztéseket igényelt. A kerületben nemzetközi üzleti központ alakult ki és igen kedvelt a - bár éjjel zárva lévő - János Károly park is Barajas és a Canillejas negyed, a Calle de Alcalá határán.

## Külső hivatkozások
1. ↑  https://www.madrid.es/portales/munimadrid/es/Inicio/El-Ayuntamiento/Estadistica/Distritos-en-cifras/Distritos-en-cifras-Informacion-de-Barrios-/?vgnextfmt=detNavegacion&vgnextoid=0e9bcc2419cdd410VgnVCM2000000c205a0aRCRD&vgnextchannel=27002d05cb71b310VgnVCM1000000b205a0aRCRD